# Squash nos Jogos Pan-Americanos de 2007
O squash nos Jogos Pan-Americanos de 2007 foi realizado no Centro Esportivo Miécimo da Silva entre 25 e 28 de julho, com os torneios de simples e de equipes, ambos no masculino e no feminino. A modalidade não faz parte do programa olímpico.

## Países participantes
Dez delegações apresentaram atletas nas competições de squash:
| - ARG Argentina (6) - BRA Brasil (6) - CAN Canadá (6) - COL Colômbia (6) - ESA El Salvador (3) | - USA Estados Unidos (6) - GUA Guatemala (3) - MEX México (6) - PER Peru (3) - VEN Venezuela (3) |

## Medalhistas
| Evento                        | Ouro                                                          | Prata                                                             | Bronze |
| ----------------------------- | ------------------------------------------------------------- | ----------------------------------------------------------------- | --- |
| Individual masculino detalhes | Eric Galvez MEX México                                        | Julian Illingworth USA Estados Unidos                             | Miguel Rodríguez COL Colômbia Shawn Delierre CAN Canadá                                                                            |
| Equipes masculinas detalhes   | Miguel Rodríguez Bernardo Samper Javier Castilla COL Colômbia | Shahier Razik Shawn Delierre Robin Clarke CAN Canadá              | Rafael Alarcon Ronivaldo Conceição Luciano Barbosa BRA Brasil Eric Galvéz Jorge Baltazar Marcos Mendez MEX México                  |
| Individual feminino detalhes  | Natalie Grainger USA Estados Unidos                           | Alana Miller CAN Canadá                                           | Samantha Teran MEX México Runa Reta CAN Canadá                                                                                     |
| Equipes femininas detalhes    | Runa Reta Alana Miller Carolyn Russell CAN Canadá             | Natalie Grainger Latasha Khan Michelle Quibell USA Estados Unidos | Samantha Teran Karina Herrera Zuñiga Nayelli Hernández MEX México Silvia Angulo María Isabel Restrepo Catalina Pelaez COL Colômbia |

## Quadro de medalhas
| Ordem | País               | Medalha de ouro | Medalha de prata | Medalha de bronze |    |
| ----- | ------------------ | --------------- | ---------------- | ----------------- | -- |
| 1     | CAN Canadá         | 1               | 2                | 2                 | 5  |
| 2     | USA Estados Unidos | 1               | 2                |                   | 3  |
| 3     | MEX México         | 1               |                  | 3                 | 4  |
| 4     | COL Colômbia       | 1               |                  | 2                 | 3  |
| 5     | BRA Brasil         |                 |                  | 1                 | 1  |
| TOTAL | TOTAL              | 4               | 4                | 8                 | 16 |